# 創紀之城二期

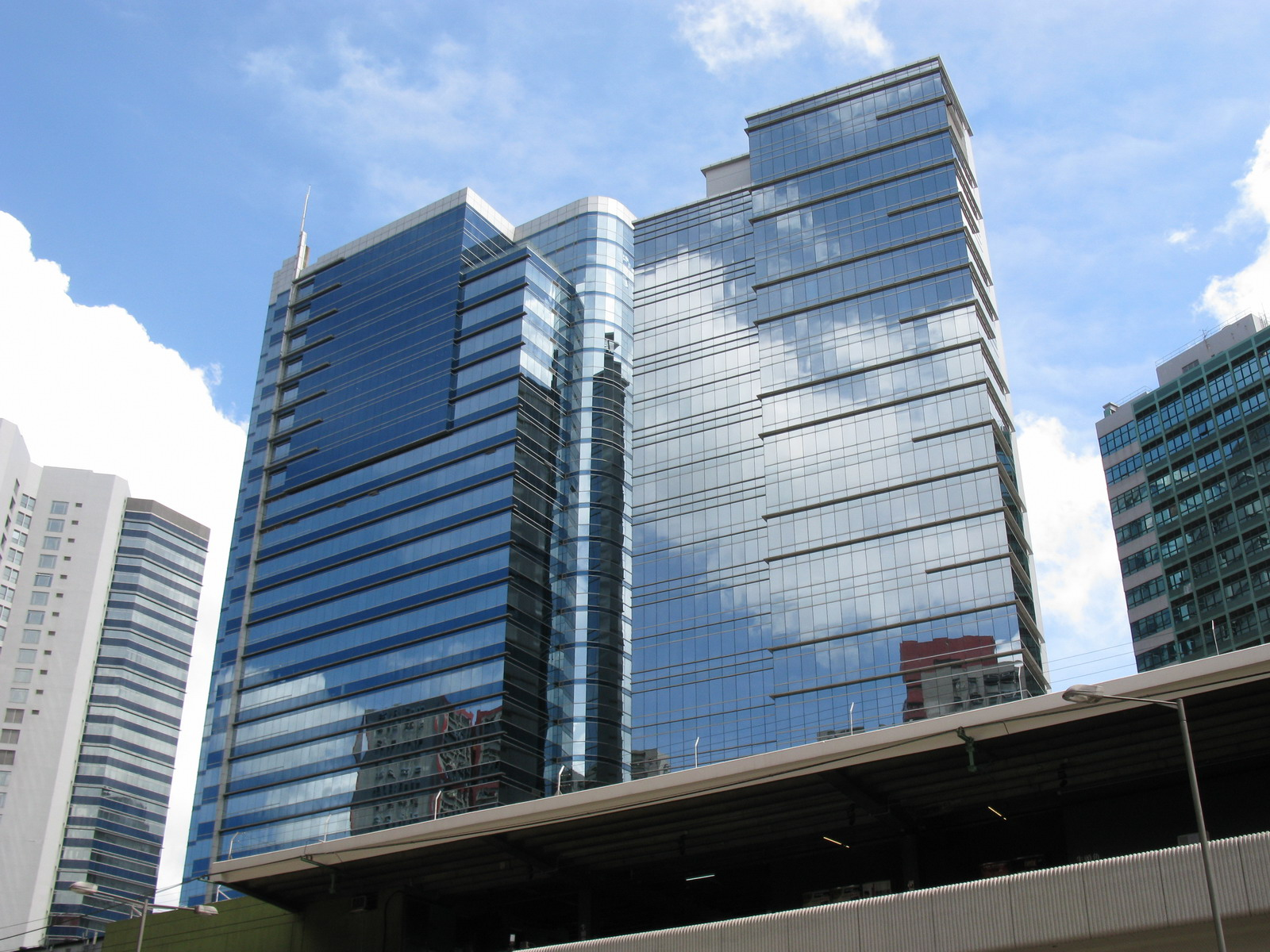
創紀之城二期（左）及創紀之城三期（右）

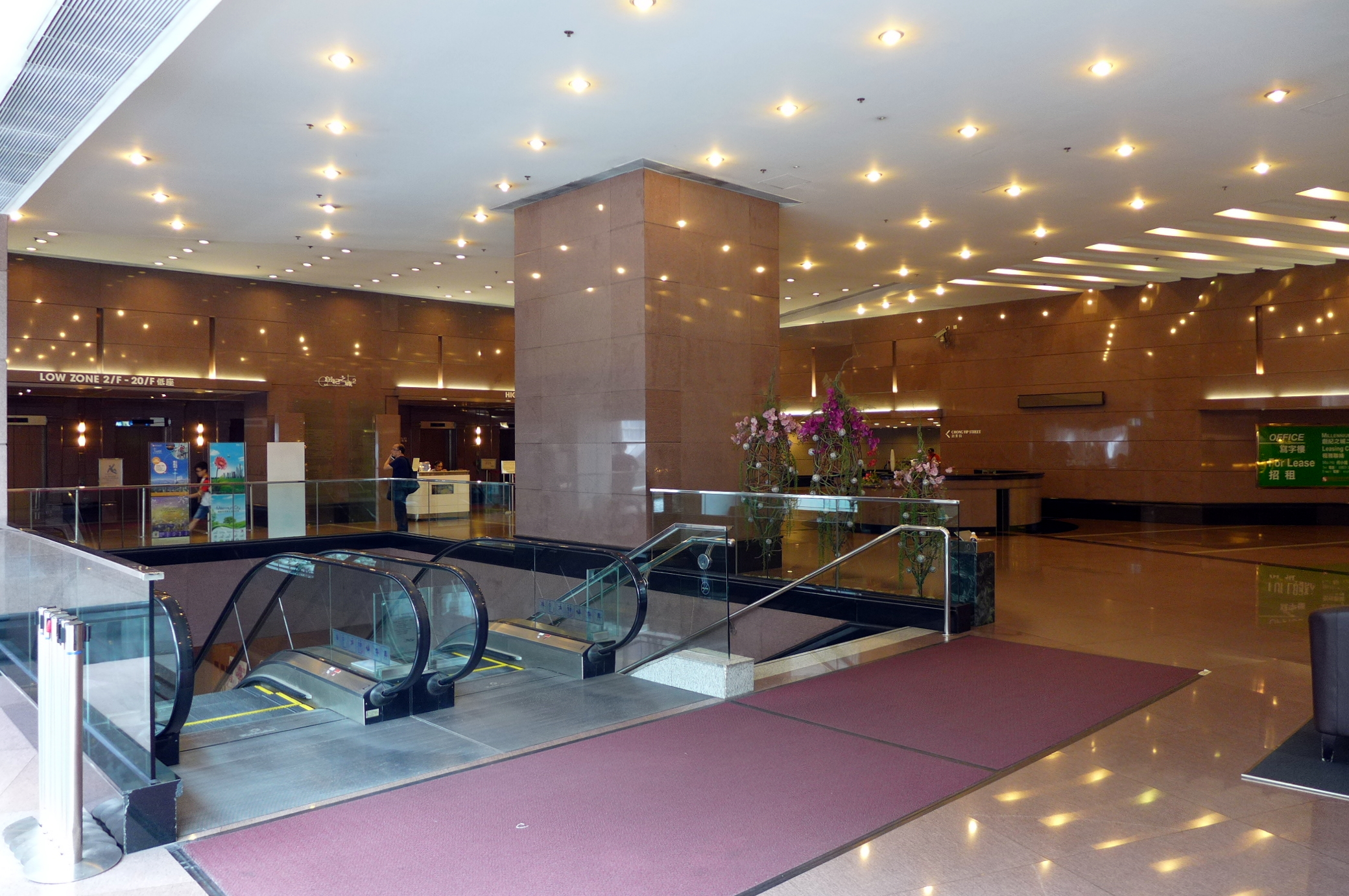
創紀之城二期大堂

創紀之城二期（英文：Millennium City 2）位於香港牛頭角觀塘道378號，於1999年7月招租，在2000年6月落成，為創紀之城發展計劃一部分。大廈前稱怡和科技中心。發展商為新鴻基地產，並由旗下的啟勝管理服務負責管理。
創紀之城二期鄰近牛頭角地鐵站，由1座樓高28層的商業大廈組成，包括24層寫字樓及4層停車場，總樓面建築面積逾266,000平方呎。停車場則設104個私家車車位。大堂內以啡紫色雲石大堂為主色。

## 租戶
早年怡和科技為二期最大的租戶，租用了大廈中層共6層寫字樓，合共40,000平方呎。所租用樓面主要是作地區總部及各資訊科技和電子商務部門的辦公室之用。其他租戶大多以從事電腦、電子科技以及其他與互聯網業務為主，包括數碼通（31樓），亦包括社會福利署長者生活津貼處理組（12樓）及保泰人寿（10樓1013-1016室）。大廈前稱「怡和科技中心」，2005年底怡和科技不續租大部分樓面後，大廈名稱回復為「創紀之城2期」。

## 行人天橋
創紀之城二期設有多部扶手電梯來往觀塘道以及創業街，並設有24小時開放的有蓋空氣調節行人天橋來往牛頭角站，為上班人士每天必經之路。該大廈的扶手電梯在平日晚上7時後及假期關閉，曾引起市民及租戶不滿，後管理公司已加長扶手電梯平日之開放時間至晚上9時，方便加班之租戶需要。

## 外部連結
- 創紀之城官方網站(一) （页面存档备份，存于）
- 創紀之城官方網站(二) （页面存档备份，存于）